# Rodzina Karnowskich
Rodzina Karnowskich (jid. ‏די משפּחה קאַרנאָװסקי‎ Di miszpoche Karnowski) – powieść napisana przez Izraela Jehoszuę Singera w jidysz z 1943 roku po jego wyjeździe z Polski do Stanów Zjednoczonych. Została przetłumaczona na polski przez Marię Krych. Po raz ostatni w Polsce została wydana w 1992 roku. Książka jest rozrachunkiem z haskalą.

## Opis fabuły
Opowiada historię trzech pokoleń żydowskiej rodziny Karnowskich. Dziadek Dawid Karnowski, którego ojczystym językiem jest jidysz, wywodzi się z małej miejscowości. Po wizycie w mieście przywozi do swojego rodzinnego miasteczka modlitewnik reformowany autorstwa Mojżesza Mendelssohna, co wywołuje oburzenie wśród chasydów. Ostatecznie wyjeżdża do Berlina, żeby zostać „Niemcem wyznania mojżeszowego”. Zostaje członkiem gminy reformowanej. Jest wielkim miłośnikiem nauki, chociaż nowocześnie stara się łączyć naukę Tory z nauką przedmiotów świeckich. Ponieważ posiada talent do języków, mówi bardziej poprawną niemczyzną literacką niż wielu berlińczyków, używających miejscowego dialektu. Jego syn Georg, wychowany w dobrobycie, nie garnie się do żadnej nauki. Za żonę bierze sobie nie-Żydówkę, czego jego ojciec nie chce zaakceptować, twierdząc, że pewnego dnia po prostu przejdzie na chrześcijaństwo. Syn Georga, Jegor, z mieszanej rodziny, nie uważa się już w ogóle za Żyda, tylko za Niemca, a Żydami gardzi. Po dojściu Hitlera do władzy cała rodzina opuszcza Niemcy i udaje się do Ameryki, gdzie Georg nie może znaleźć pracy, ponieważ jego niemiecki dyplom nie pozwala na wykonywanie zawodu lekarza w Stanach Zjednoczonych. Wnuk Jegor ucieka z domu i zostaje niemieckim szpiegiem, ponieważ nie chce mieć nic wspólnego z Żydami. Ostatecznie jednak obrażony przez Niemca zabija go i wraca schorowany do domu. Powieść w tym momencie się urywa i pozostaje niedokończona.